# Drew Naymick
Andrew Naymick (ur. 18 lutego 1985 w Muskegon) – amerykański koszykarz, występujący na pozycjach skrzydłowego oraz środkowego, aktualnie zawodnik Link Tochigi Brex.
27 września 2017 został zawodnikiem japońskiego Link Tochigi Brex.

## Osiągnięcia
NCAA
- Uczestnik rozgrywek NCAA Elite Eight (2005)
- Zaliczony do składu Academic All-Big Ten (2005, 2007)
- Laureat Michigan State Scholar-Athlete Award (2005, 2007)

Drużynowe
- 2-krotny mistrz Czech (2012, 2013)[2]
- Zdobywca pucharu:
  - Polski (2009)[2]
  - Czech (2012, 2013)[2]
- Uczestnik rozgrywek Eurocup (2011–2013)[2]

Indywidualne
- Uczestnik meczu gwiazd Polska – Gwiazdy PLK (2009)[3]
- Lider w blokach ligi:
  - polskiej (2009)[4]
  - greckiej (2015)
  - czeskiej (2012)
  - LEB Oro (2010 – II liga hiszpańska)
  - japońskiej (2016)